# Chiesa di Santa Maria dei Miracoli (Roma)

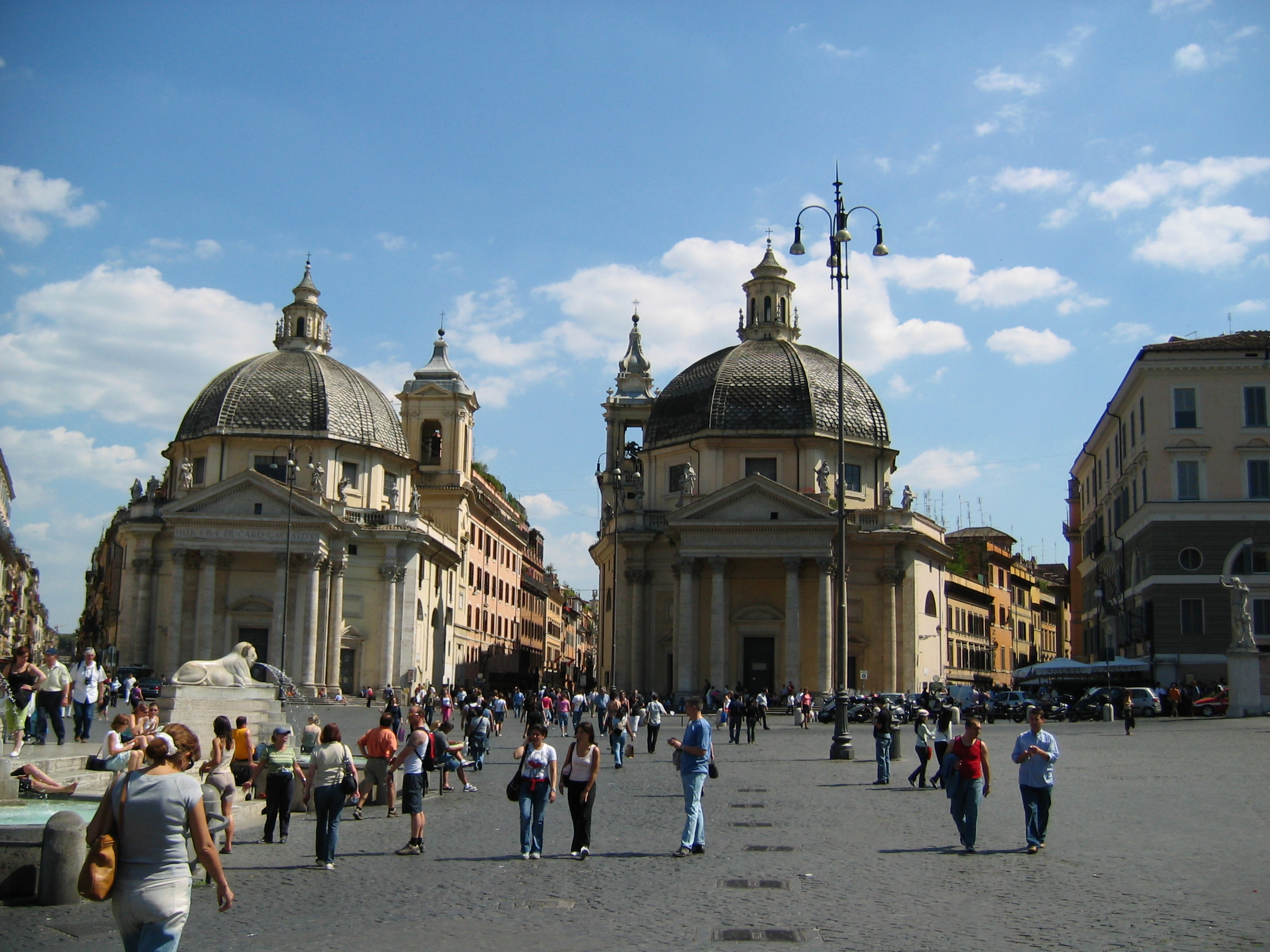
A sinistra, la Basilica di Santa Maria in Montesanto.
A destra, la Chiesa di Santa Maria dei Miracoli

La chiesa di Santa Maria dei Miracoli è una chiesa di Roma, nel rione Campo Marzio, in piazza del Popolo, tra via del Corso e via di Ripetta, ovvero al vertice del Tridente. Essa è popolarmente conosciuta come chiesa gemella di Santa Maria in Montesanto, sebbene le due strutture si differenzino soprattutto per l'impostazione planimetrica.

## Storia

### Preesistenze
Sotto le due chiese gemelle si trovano i resti di due monumenti funerari a piramide, molto simili per forma e dimensioni alla Piramide di Caio Cestio ed alla demolita Piramide Vaticana: anche questi due sepolcri dovevano risalire all'età augustea ed erano posti a mo' di ingresso monumentale al Campo Marzio, proprio la funzione che hanno oggi le due chiese.

### La cappella lungo il Tevere
All'origine della costruzione della chiesa vi è un miracolo, avvenuto, secondo la tradizione, il 20 giugno 1325, quando una donna, in riva al Tevere, invocò un'immagine della Madonna dipinta sulle mura lungo il fiume, per salvare il suo bambino caduto nelle acque. Il salvataggio del bambino impose la costruzione di una cappella dedicata a Maria, lungo il Tevere, vicino all'attuale Ponte Margherita; e nella cappella venne sistemata l'immagine miracolosa, da allora chiamata “Madonna dei Miracoli”. Questa piccola cappella è riportata dai cartografi dell'epoca, ed appare nella pianta della città del Bufalini (del 1551), del Tempesta (del 1593) e del Losi.
Nel settembre 1525, papa Clemente VII affidò la cappella al vicino ospedale di San Giacomo degli Incurabili, cosicché le ingenti offerte lasciate alla “Madonna dei Miracoli” potessero servire a coprire le spese dell'Ospedale. Nel 1529 la cappella passò ai Cappuccini, che però lasciarono la chiesa l'anno successivo, quando, a causa di una piena del Tevere, essa venne completamente sommersa dall'acqua.
Negli anni seguenti la cappella lungo il fiume fu affidata a diverse congregazioni religiose, e nel 1590 l'immagine della Madonna dei Miracoli fu trasportata nella chiesa di San Giacomo in Augusta, di recente costruzione, ove si trova ancora oggi. Al suo posto nella cappella venne collocata una copia.

### La chiesa in piazza del Popolo
Poiché il sito lungo il Tevere risultava sempre di più insalubre e sottoposto a continue esondazioni del fiume, nel 1661 papa Alessandro VII ordinò che si costruisse in piazza del Popolo una nuova chiesa ove custodire la copia dell'immagine della Madonna dei Miracoli, e che questo nuovo edificio ne sostituisse uno preesistente dedicato a Sant'Orsola. La nuova chiesa fu iniziata però solo 14 anni dopo l'ordine del papa, nel 1675, e 13 anni dopo la fondazione della cosiddetta chiesa gemella di Santa Maria di Montesanto. La chiesa fu conclusa nel 1679 e solo due anni dopo consacrata ed aperta al pubblico.
Nel 1793 la chiesa venne concessa alla Confraternita del Santissimo Sacramento e nel 1856 all'Arciconfraternita di San Gregorio Taumaturgo. Dal 1915 la chiesa è officiata dai Preti del Sacro Cuore di Gesù di Bétharram, che in precedenza occupavano la chiesa dei Santi Angeli Custodi al Tritone, ora scomparsa.

## Arte

### L'esterno
La facciata è caratterizzata dalla presenza di un profondo pronao rettangolare, coronato da un timpano, sul quale si legge il nome del benefattore della chiesa, il cardinal Gastaldi. Le colonne del pronao in origine erano destinate alle torri campanarie di San Pietro in Vaticano, progettate dal Bernini ma mai realizzate.
Sulla balaustra esterna dell'edificio si ergono 10 statue, che raffigurano santi e sante, e di cui solo alcune sono identificate con certezza, eseguite fra il 1676 e il 1677 da Filippo Carcani, Ercole Ferrata ed altri.
Alla sommità della chiesa si trova una cupola ottagonale, rivestita con tegole di lavagna, progettata e realizzata da Carlo Fontana.
In via del Corso si innalza il campanile, specularmente rispetto a quello della vicina Santa Maria di Montesanto, attribuito a Francesco Navone. I primi lavori documentati di Francesco Antonio Navone, sono quelli eseguiti nel 1758, come coadiutore del padre Giandomenico Navone, per il campanile di Santa Maria dei Miracoli.

### L'interno

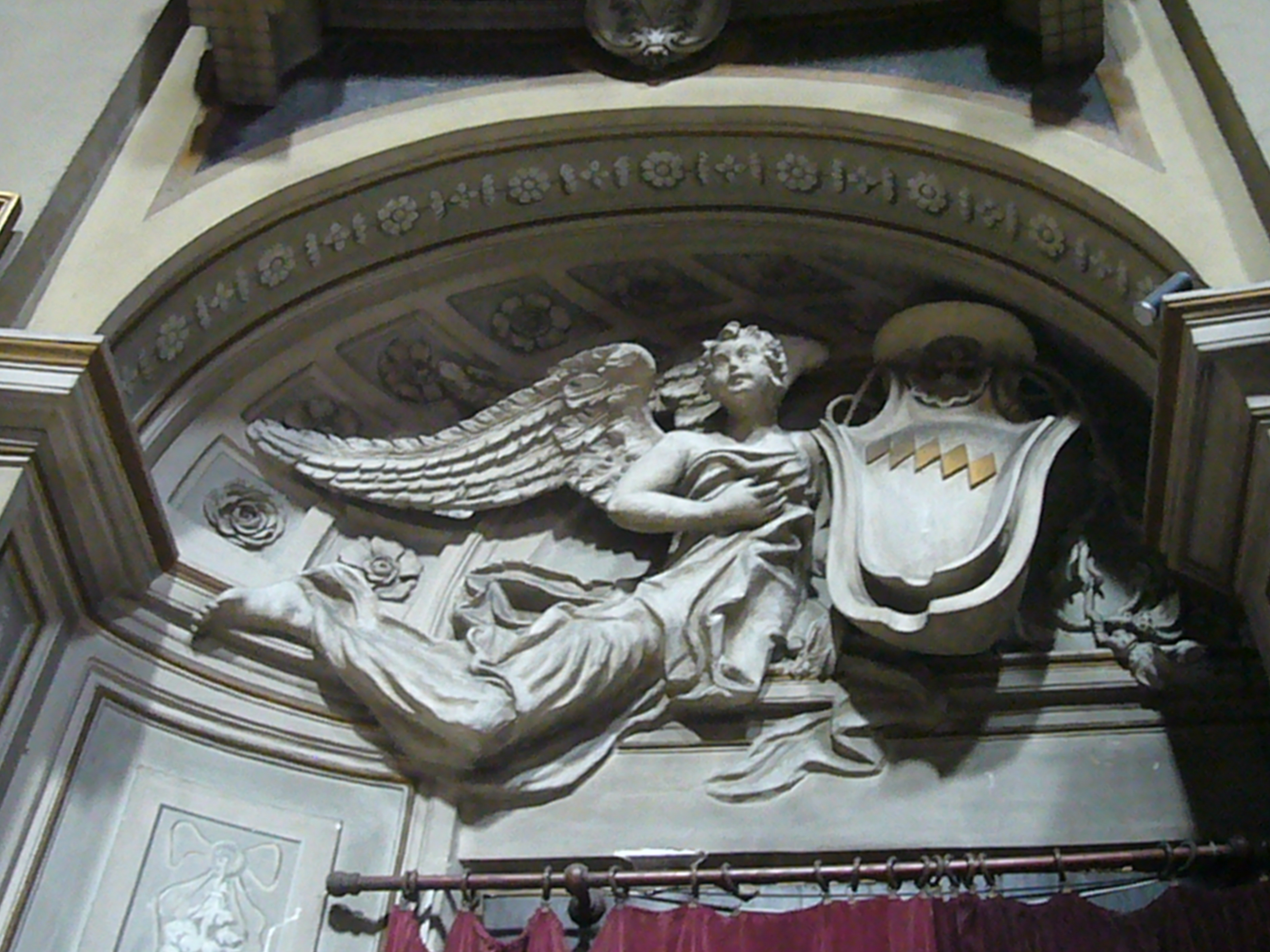
Stemma del cardinal Gastaldi in controfacciata

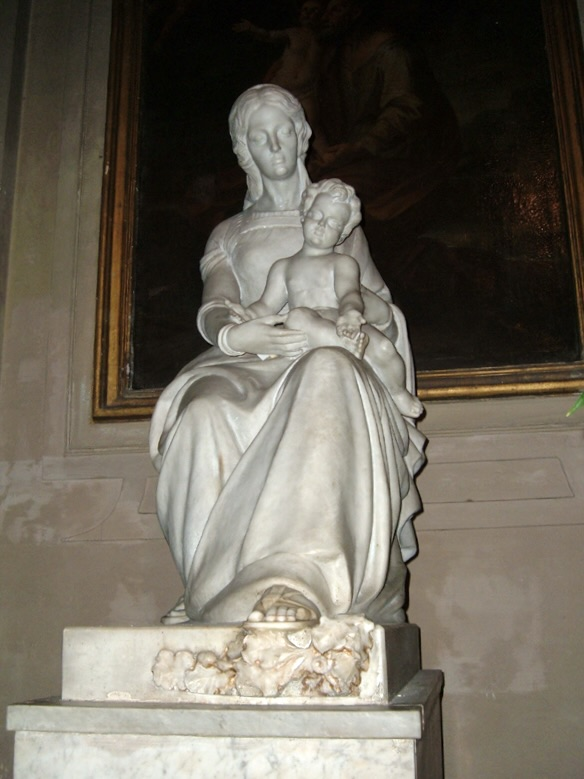
La statua della Vergine di Bétharram

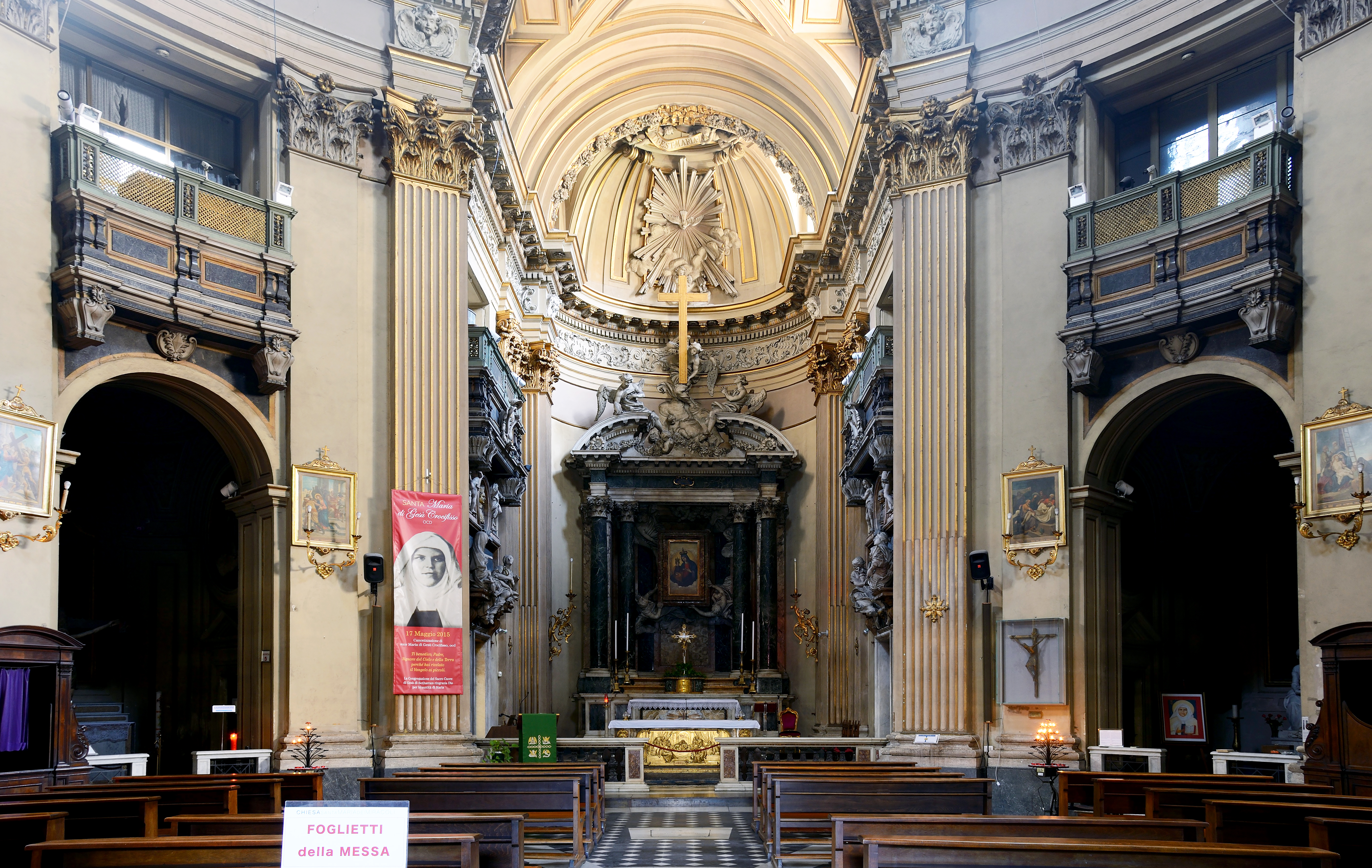
L'interno

La chiesa si presenta con pianta circolare (mentre la cosiddetta chiesa gemella è a pianta ellittica), con quattro cappelle laterali ed un profondo presbiterio. Come per l'esterno, anche l'interno venne progettato da Carlo Rainaldi ed eseguito da Carlo Fontana. Al centro del pavimento è collocata una lapide circolare con lo stemma cardinalizio del cardinale Girolamo Gastaldi, committente e mecenate della chiesa; lo stesso stemma si trova anche nella controfacciata, sopra la lapide commemorativa che ricorda l'edificazione della chiesa.

#### Le cappelle laterali
L'edificio sacro presenta quattro cappelle laterali:
- la prima cappella a sinistra, chiamata Cappella di Sant'Antonio, presenta:
  - una Vergine con Bambino, Sant'Antonio abate e Sant'Antonio da Padova, tela attribuita al parigino Henry Gascard;
  - il monumento funebre ad Antonio d'Este, discepolo ed amico di Antonio Canova;
  - sotto l'altare, in un'urna, sono conservate le reliquie di Santa Candida, vergine e martire, proveniente dalle catacombe di Priscilla, sulla via Salaria;
- la seconda cappella a sinistra, detta Cappella del Rosario, presenta:
  - la pala d'altare raffigurante la Madonna del Rosario, copia realizzata nel XIX secolo di un'opera conservata nella Basilica di Santa Balbina;
  - e due ovali affrescati con storie della Santa Croce;
- passando oltre il presbiterio, vi è la Cappella di San Giuseppe; nel pilastro che separa questa cappella e il presbiterio è murato un Crocifisso bronzeo di Pericle Fazzini:
  - la Cappella di San Giuseppe prende il nome dal dipinto a olio su tela raffigurante San Giuseppe e Gesù bambino;
  - inoltre, sopra le porte laterali della cappella, vi sono due dipinti a forma circolare raffiguranti Gesù in casa di Marta e Maria e La Maddalena in casa di Simone il Fariseo;
  - al centro della cappella è collocata una statua della Madonna di Bétharram, copia eseguita da Gino Mazzini di un'opera realizzata da Alessandro Renoir, il cui originale si trova in Francia, nel Santuario Nostra Signora di Bétharram;
- infine la prima cappella a destra dell'entrata è la Cappella dell'Assunta; in essa si trovano:
  - la pala d'altare raffigurante l'Assunta e San Gregorio Taumaturgo, trasportata qui quando la chiesa fu affidata all'Arciconfraternita di San Gregorio Taumaturgo;
  - sulla parete sinistra la statua di san Michele Garicoïts, fondatore dei Preti del Sacro Cuore che officiano la chiesa, e che fu canonizzato da papa Pio XII nel 1947;
  - sulla parete destra il monumento funebre della famiglia Guglielmi delle Rocchette, realizzato dallo scultore Cesare Benaglia nel 1868.

#### Il presbiterio e la sagrestia
Il profondo presbiterio, realizzato da Carlo Fontana, è unito alla navata della chiesa da un arco trionfale sormontato dallo stemma del Cardinal Gastaldi.
L'altare maggiore venne commissionato il 3 novembre 1677, realizzato dal Fontana, mentre la decorazione in stucchi è di Antonio Raggi. Al centro dell'altare maggiore è collocata l'immagine della Madonna dei Miracoli, copia di fine Cinquecento dell'originale affresco ora conservato nella chiesa di San Giacomo in Augusta: la Madonna e il Bambino sono coronati con corone d'oro; quella della Madonna risale al 1646 e fu una delle prime applicate ad un'immagine sacra.
Ai lati del presbiterio i due monumenti sepolcrali dei Gastaldi: quello di sinistra è il monumento sepolcrale del cardinale Girolamo Gastaldi; quello di destra è il monumento sepolcrale del cavalier Benedetto Gastaldi; i due monumenti sono coronati da quattro statue, raffiguranti, a sinistra, la Fede e la Speranza, a destra la Prudenza e la Temperanza.
L'ampia sacrestia venne realizzata contemporaneamente alla chiesa, e le sue decorazioni risalgono al XVII secolo; oltre a due lapidi commemorative che ricordano gli antichi proprietari della chiesa, la sacrestia conserva un busto in marmo di papa Pio VI.